# نيلسون بي. ماكورميك
نيلسون بي. ماكورميك (بالإنجليزية: Nelson B. McCormick)‏ هو محامي وسياسي أمريكي، ولد في 20 نوفمبر 1847 بمقاطعة غرين في الولايات المتحدة، وتوفي في 10 أبريل 1914 في نفس البلد. حزبياً، نشط في الحزب الديمقراطي. وقد انتخب عضو مجلس النواب الأمريكي.